# Leichtathletik-Länderkampf der Männer 1951 BR Deutschland – Italien
| 6. Leichtathletik-Länderkampf mit bundesdeutscher Beteiligung 1951 | 6. Leichtathletik-Länderkampf mit bundesdeutscher Beteiligung 1951 |                                             |
| ------------------------------------------------------------------ | ------------------------------------------------------------------ | ------------------------------------------- |
|                                                                    |                                                                    |                                             |
| Ländervergleich der Männer: BR Deutschland – Italien               |                                                                    |                                             |
| Austragungsort                                                     | Stuttgart                                                          |                                             |
| Wettbewerbe                                                        | 19                                                                 |                                             |
| Datum                                                              | 1./2. September 1951                                               |                                             |
| 1. FRG 2. ITA                                                      | 115,5 Punkte 083,5 Punkte                                          |                                             |
| Chronik                                                            |                                                                    |                                             |
| ← SUI-FRG (F)                                                      | FRG A-FRG B-NLD-YUG-00 SUI Straß'lauf (M) →                        | FRG A-FRG B-NLD-YUG-00 SUI Straß'lauf (M) → |

Im sechsten Vergleich des Länderkampfjahres 1951 trafen die bundesdeutschen Männer auf Italien. Es war die fünfte Begegnung dieser beiden Länder, die am 1./2. September in Stuttgart ausgetragen wurde. Alle früheren Aufeinandertreffen mit Italien hatten Deutschlands Leichtathleten für sich entschieden.

## Wettbewerbe und Modus
Auf dem Programm standen neunzehn Wettbewerbe, die verteilt auf zwei Tage stattfanden. Aus dem olympischen Programm fehlten nur der Marathonlauf, der 3000-Meter-Hindernislauf, die beiden Gehwettbewerbe und der Zehnkampf. Gewertet wurde nach dem später üblichen System mit der Punkteverteilung Pl. 1: 5 P, Pl. 2: 3 P, …, Pl. 4: 1 P in der Einzelwertung sowie fünf zu drei Punkte in der Staffel.

## Ergebnis
Die Bundesrepublik Deutschland entschied vierzehn Wettbewerbe für sich, darunter waren sieben Doppelerfolge. An Italien gingen das Rennen über 400 Meter Hürden, die Staffel über 4 × 100 Meter, der Dreisprung, das Kugelstoßen und der Diskuswurf. So kam die Bundesrepublik am Ende zu einem weiteren Erfolg über diesen Gegner, diesmal wieder deutlich mit 115,5 zu 83,5 Punkten.

## Legende
Kurze Übersicht zur Bedeutung der Symbolik – so üblicherweise auch in sonstigen Veröffentlichungen verwendet:
| DSQ | disqualifiziert |

## Resultate

### 100 m
| Platz | Athlet         | Land | Zeit (s) |
| ----- | -------------- | ---- | -------- |
| 1     | Werner Zandt   | FRG  | 10,6     |
| 2     | Peter Kraus    | FRG  | 10,7     |
| 3     | Franco Leccese | ITA  | 10,9     |
| 4     | Cesualdo Penna | ITA  | 10,9     |

Datum: 1. September

### 200 m
| Platz | Athlet         | Land | Zeit (s) |
| ----- | -------------- | ---- | -------- |
| 1     | Werner Zandt   | FRG  | 21,4     |
| 2     | Luigi Grossi   | ITA  | 22,2     |
| 3     | Franco Leccese | ITA  | 22,3     |
| 4     | Herbert Wudtke | FRG  | 22,4     |

Datum: 2. September

### 400 m
| Platz | Athlet              | Land | Zeit (s) |
| ----- | ------------------- | ---- | -------- |
| 1     | Karl-Friedrich Haas | FRG  | 47,6     |
| 2     | Hubert Huppertz     | FRG  | 48,0     |
| 3     | Marcello Dani       | ITA  | 50,3     |
| 4     | Lucio Sangermano    | ITA  | 50,8     |

Datum: 1. September

### 800 m
| Platz | Athlet          | Land | Zeit (min) |
| ----- | --------------- | ---- | ---------- |
| 1     | Urban Cleve     | FRG  | 1:52,4     |
| 2     | Heinz Ulzheimer | FRG  | 1:52,6     |
| 3     | Mario Lanzi     | ITA  | 1:55,8     |
| 4     | Luciano Patelli | ITA  | 2:00,0     |

Datum: 1. September

### 1500 m
| Platz | Athlet              | Land | Zeit (min) |
| ----- | ------------------- | ---- | ---------- |
| 1     | Rolf Lamers         | FRG  | 3:51,6     |
| 2     | Werner Lueg         | FRG  | 3:51,6     |
| 3     | Vittorio Maggioni   | ITA  | 3:59,2     |
| 4     | Angela Tagliapietra | ITA  | 3:59,6     |

Datum: 2. September

### 5000 m
| Platz | Athlet            | Land | Zeit (min) |
| ----- | ----------------- | ---- | ---------- |
| 1     | Herbert Schade    | FRG  | 14:15,4    |
| 2     | Walter Müller     | FRG  | 15:00,6    |
| 3     | Giovanni Lai      | ITA  | 15:51,6    |
| 4     | Vittorio Maggioni | ITA  | 17:23,4    |

Datum: 2. September

### 10.000 m
| Platz | Athlet             | Land | Zeit (min) |
| ----- | ------------------ | ---- | ---------- |
| 1     | Erich Kruzycki     | FRG  | 31:13,6    |
| 2     | Hermann Eberlein   | FRG  | 31:58,0    |
| 3     | Giacomo Peppicelli | ITA  | 32:33,6    |
| 4     | Giuseppe Beviacqua | ITA  | 33:26,2    |

Datum: 1. September

### 110 m Hürden
| Platz | Athlet            | Land | Zeit (s) |
| ----- | ----------------- | ---- | -------- |
| 1     | Hans Zepernick    | FRG  | 14,8     |
| 2     | Albano Albanese   | ITA  | 14,9     |
| 3     | Wolfgang Troßbach | FRG  | 15,2     |
| 4     | Arnaldo Balestra  | ITA  | 15,7     |

Datum: 1. September

### 400 m Hürden
| Platz | Athlet             | Land | Zeit (s) |
| ----- | ------------------ | ---- | -------- |
| 1     | Armando Filiput    | ITA  | 52,8     |
| 2     | Georg Sollen       | FRG  | 53,2     |
| 3     | Oskar Scharr       | FRG  | 53,8     |
| 4     | Francesco Bettella | ITA  | 64,5     |

Datum: 2. September

### 4 × 100 m Staffel
| Platz | Besetzung      | Land                                                        | Zeit (s) |
| ----- | -------------- | ----------------------------------------------------------- | -------- |
| 1     | Italien        | Cesualdo Penna Antonio Siddi Franco Leccese Frizzoni        | 41,5     |
| DSQ   | BR Deutschland | Herbert Wudtke Karl-Friedrich Haas Werner Zandt Peter Kraus |          |

Datum: 1. September

### 4 × 400 m Staffel
| Platz | Besetzung      | Land                                                            | Zeit (min) |
| ----- | -------------- | --------------------------------------------------------------- | ---------- |
| 1     | BR Deutschland | Urban Cleve Heinz Ulzheimer Hubert Huppertz Karl-Friedrich Haas | 3:10,8     |
| 2     | Italien        | Luigi Grossi Marcello Dani Rocca Antonio Siddi                  | 3:17,2     |

Datum: 2. September

### Hochsprung
| Platz | Athlet            | Land | Höhe (m) |
| ----- | ----------------- | ---- | -------- |
| 1     | Werner Bähr       | FRG  | 1,85     |
| 2     | Ovidio Bernes     | ITA  | 1,85     |
| 3     | Alfredo Campagner | ITA  | 1,85     |
| 4     | Günther Theilmann | FRG  | 1,85     |

Datum: 2. September

### Stabhochsprung
| Platz | Athlet           | Land | Höhe (m) |
| ----- | ---------------- | ---- | -------- |
| 1     | Julius Schneider | FRG  | 4,10     |
| 2     | Giulio Chiesa    | ITA  | 4,10     |
| 3     | Edmondo Ballotta | ITA  | 3,90     |
| 4     | Gustav Stührk    | FRG  | 3,80     |

Datum: 2. September

### Weitsprung
| Platz | Athlet             | Land | Weite (m) |
| ----- | ------------------ | ---- | --------- |
| 1     | Fritz Gleim        | FRG  | 7,02      |
| 2     | Gian Piero Druetto | ITA  | 6,97      |
| 3     | Ugo Adrizzone      | ITA  | 6,96      |
| 4     | Herbert Göbel      | FRG  | 6,88      |

Datum: 1. September

### Dreisprung
| Platz | Athlet           | Land | Weite (m) |
| ----- | ---------------- | ---- | --------- |
| 1     | Adriano Bertacca | ITA  | 14,42     |
| 2     | Enrico Tosi      | ITA  | 14,26     |
| 3     | Kurt Trozowski   | FRG  | 13,84     |
| 4     | Fritz Gleim      | FRG  | 13,78     |

Datum: 1. September

### Kugelstoßen
| Platz | Athlet            | Land | Weite (m) |
| ----- | ----------------- | ---- | --------- |
| 1     | Angiolino Profeti | ITA  | 15,29     |
| 2     | Werner Theurer    | FRG  | 15,13     |
| 3     | Josef Hipp        | FRG  | 15,09     |
| 4     | Paolone           | ITA  | 13,87     |

Datum: 2. September

### Diskuswurf
| Platz | Athlet           | Land | Weite (m) |
| ----- | ---------------- | ---- | --------- |
| 1     | Adolfo Consolini | ITA  | 53,83     |
| 2     | Giuseppe Tosi    | ITA  | 52,55     |
| 3     | Josef Hipp       | FRG  | 49,06     |
| 4     | Ernst Kunz       | FRG  | 43,84     |

Datum: 1. September

### Hammerwurf
| Platz | Athlet           | Land | Weite (m) |
| ----- | ---------------- | ---- | --------- |
| 1     | Karl Wolf        | FRG  | 55,81     |
| 2     | Teseo Taddia     | ITA  | 55,59     |
| 3     | Karl Storch      | FRG  | 54,95     |
| 4     | Adelmo Tavernari | ITA  | 50,93     |

Datum: 1. September

### Speerwurf
| Platz | Athlet          | Land | Weite (m) |
| ----- | --------------- | ---- | --------- |
| 1     | Herbert Koschel | FRG  | 64,81     |
| 2     | Gerhard Keller  | FRG  | 62,51     |
| 3     | Amos Matteucci  | ITA  | 61,39     |
| 4     | Bruno Rossi     | ITA  | 56,62     |

Datum: 2. September